# Ньютон Мендонса
Ньютон Мендонса, (порт. Newton Ferreira de Mendonça — Ньютон Фере́йра ді Мендонса, 14 лютого 1927 — 22 листопада 1960) — бразильський музикант, гітарист, піаніст і композитор, який разом із Томом Жобімом вважається одним із засновників босанови.

## Біографія
Ньютон Мендонса народився в Ріо-де-Жанейро. Родина спочатку переїхала в 1936 р. до Порту-Алегрі, там Ньютон вчився грі на скрипці, потім до Аквідауани, звідки 1939 року повернулися до Ріо-де-Жанейро. 1942 року Ньютон вступив до військового коледжу. У віці 13 років почав вивчати класичне фортепіано, поступово, завдяки книгам, наданим найближчими друзями, навчився грати на різних музичних інструментах. 1942 року в Іпанемі вперше познайомився і подружився з Томом Жобімом.
Музична кар'єра Ньютона офіційно почалася 1950 року, коли він був найнятий як професійний піаніст в Orquestra de Waldemar. Два роки по тому, він, за прикладом свого друга Жобіма, став «нічним піаністом», грав на фортепіано у численних нічних клубах Ріо: Posto Cinco, French Can Can, Dominó, Mocambo, Mandarim, La Bohème. 1952 року вперше була записана пісня Voce Morreu Pra Mim, створена Мендонсою та Фернанду Лобу, у виконанні Дори Лопес.
1953 року композитор був вже відомий в Іпанемі як Newton Mestre (Маестро Ньютон), в цей час піснею Incerteza розпочалася його музична співпраця з Жобімом. 1954 року Ньютон склав початкову тему Samba de Uma Nota Só. Тоді ж він зустрів і одружився з Сирен Домінгус Невес. У 1955 року співак Далва де Олівейра записав Castigo, чергову роботу Мендонси і Жобіма. Наступного року були записані інші спільні роботи, створені дуетом: це були Só Saudade (виконана Осні Сілвою і Клаудією Морена), Foi a Noite і Luar e Batucada у виконанні Сильвії Теллес .
1958 року Жуан Жілберту записав Desafinado, текст і музику якої разом створили Ньютон Мендонса і Том Жобім, пісню, що багатьма дослідниками вважається першою у жанрі босанова.
1959 року були записані дві інші композиції, написані з Жобімом: Meditação (виконавець — Ізаурінья Гарсіа) і Discussão (Сильвія Теллес).
У листопаді того ж року у Маестро Ньютона, трапився важкий серцевий напад. Хвороба була викликана його жахливим нічним життям, алкоголем і палінням. Знадобилось тритижневе перебування в лікарні і жорсткі приписи лікарів, які музикант ігнорував.
Рік по тому, з виходом платівки Жілберту O Amor, o Sorriso e a Flor, успіх Meditaçao, Samba de Uma Nota Sò, Discussão і Desafinado був підтверджений.
Того ж 1960 року Джин Мартінс зіграв O Tempo nao Desfaz, в червні Ньютон переніс другий серцевий напад і знов потрапив до лікарні. Тим часом його Seu amor, você зайняла 8-е місце на Festival Do Rio As Dez Mais Lindas Cançoes de Amor, змагаючись з ще тисячею пісень про кохання.
22 листопада 1960 року Мендонса помер, а через дванадцять днів, його Cançao do Pescador, виконана Роберто Амаралом, стала переможцем фестивалю популярної музики Guarujà Festa da Musica.
Видатний композитор пішов з життя, залишивши багато неопублікованих пісень: Sem Voce, Tristeza (разом з Жобімом), Adeus Chico Viola, Ana Maria, Ela è Chave de Cadeia, Ipanema, Nega Maluca, Noticia de Jornal, Palavras, Recordando, Vento Frio, Você é ou Não E’ та Você Voltou Tarde Demais.
Ньютон Мендонса — один з найбільших ліриків босанови, мав м'який, жіночніший за інші, стиль, що дуже відрізнявся від решти покоління, серед якої домінував мачизм. Хоча інновації Мендонси лежали в основі жанру босанови, історія несправедливо поставилася до великого таланту: його швидко забули через природну скромність і коротке життя.

## Пісні
| - Brigas - Caminhos cruzados (з Томом Жобімом) - Canção do azul - Canção do pescador - Desafinado (з Томом Жобімом) - Discussão (з Томом Жобімом) - Domingo azul do mar (з Томом Жобімом) - Foi a noite (з Томом Жобімом) - Incerteza (з Томом Жобімом) - Luar e batucada (з Томом Жобімом) - Meditação (з Томом Жобімом) - Nuvem | - O mar apagou - O tempo não desfaz - Perdido nos teus olhos (з Томом Жобімом) - Quero você - Samba de uma nota só (з Томом Жобімом) - Sem você (з Томом Жобімом) - Seu amor, você - Só saudade (з Томом Жобімом) - Teu castigo (з Томом Жобімом) - Tristeza (з Томом Жобімом) - Verdadeiro amor - Você morreu pra mim (з Фернандо Лобо) |

## Дискографія
- Em cada amor uma canção
- Caminhos cruzados